# Los Angeles Rams 1953
La stagione 1953 dei Los Angeles Rams è stata la 16ª della franchigia nella National Football League e l'ottava a Los Angeles Con un record di 8-3-1 la squadra non riuscì a fare ritorno ai playoff.

## Calendario
| Stagione regolare |                        |           |
| Turno             | Avversario             | Risultato |
| 1                 | New York Giants        | V 21–7    |
| 2                 | at San Francisco 49ers | S 31–30   |
| 3                 | at Green Bay Packers   | V 38–20   |
| 4                 | at Detroit Lions       | V 31–19   |
| 5                 | Chicago Bears          | V 38–24   |
| 6                 | Detroit Lions          | V 37–24   |
| 7                 | San Francisco 49ers    | S 31–27   |
| 8                 | at Chicago Cardinals   | P 24–24   |
| 9                 | at Baltimore Colts     | V 21–13   |
| 10                | at Chicago Bears       | S 24–21   |
| 11                | Baltimore Colts        | V 45–2    |
| 12                | Green Bay Packers      | V 33–17   |

## Classifiche
| NFL National Conference |    |   |   |      |       |     |     |     |
|                         | V  | S | P | %    | CONF  | PF  | PS  | STR |
| Detroit Lions           | 10 | 2 | 0 | .833 | 8–2   | 271 | 205 | V6  |
| San Francisco 49ers     | 9  | 3 | 0 | .750 | 8–2   | 372 | 237 | V4  |
| Los Angeles Rams        | 8  | 3 | 1 | .727 | 7–3   | 366 | 236 | V2  |
| Chicago Bears           | 3  | 8 | 1 | .273 | 2–7–1 | 218 | 262 | S2  |
| Baltimore Colts         | 3  | 9 | 0 | .250 | 2–8   | 182 | 350 | S7  |
| Green Bay Packers       | 2  | 9 | 1 | .182 | 2–7–1 | 200 | 338 | S5  |

Nota: I pareggi non venivano conteggiati ai fini della classifica fino al 1972.